# Crazy Christmas Cabaret
Crazy Christmas Cabaret er en satirisk teaterforestilling, der traditionelt opføres fra november til december i Glassalen i Tivoli, samt i januar i Musikhuset i Århus. Stykket produceres af London Toast Theatre, hvor Vivienne McKee er hoveddrivkraften. Crazy Christmas Cabaret blev opført første gang i 1982.
I november 2023 fik holdet bag showet at vide, at Tivoli havde besluttet ikke at forlænge kontrakten med afholdelse Glassalen fra 2024. Det skete 14 dage inden premieren på showet i 2023, og forløbet kaldte McKee for "dårlig stil", bl.a. fordi de ikke havde tid til at finde en lokation til at opføre showet i 2024.
Efter en sæson uden show blev det i december 2024 meldt ud, at Crazy Christmas Cabaret ville genopstå fra 3. december 2025 på Bremen Teater.

## Shows
Skrevet og instrueret af Vivienne McKee.
På Bremen Teater: 
- 2025 -

I Glassalen i Tivoli:
- 2024 -  ikke afholdt
- 2023 - "The House of Uhygge"
- 2022 - "Who killed Don Calzone"
- 2021 - "Tell me about it"
- 2019 - "The Three Brexiteers"
- 2018 - "Fogg's Off!"
- 2017 - "Planet Rump - the farce awakens"
- 2016 - "Shakin' Up Sherwood"
- 2015 - "Don't Touch Nerfertiti"
- 2014 - "One-eyed Willy - The quest for the big chest"
- 2013 - "Smartacus"
- 2012 - "Hitchcock-up"
- 2011 – "Below the (equatorial) Belt"
- 2010 – "Oh My Goth!"
- 2009 – "Mamma Mafia"
- 2008 – "Hamlet's Private Dick"
- 2007 – "Foggs off! – Around the world in 80 minutes"
- 2006 – "Bored of the Rings"
- 2005 – "Look No Hans!"
- 2004 – "Who shot the Sheriff"
- 2003 – "Dracula – or a pain in the neck"
- 2002 – "Bent the gladiator"
- 2001 – "The return of the scarlett fingernail"
- 2000 – "Spaced out"
- 1999 – "Never say BONDage is not enough"
- 1998 – "Tarzan"- king of the swingers

På Sceneriet:
- 1997 – "The Rise of King Arthur"
- 1996 – "The Scarlet Fingernail"
- 1995 – "The Secret Diaries of Robinson Crusoe"
- 1994 – "Sherlock Holmes and the Case of the Great Dane"

I Kridthuset:
- 1993 – "Bondage is back"
- 1992 – "Dracula, Out for the Count"

På Daddy's:
- 1991 – "Oh, What a (K)night"
- 1990 – "Robinson Crusoe"
- 1989 – "Aladdin"

På Slukefter:
- 1988 – "The Wonderful Wizard"
- 1987 – "The Case of the Great Dane"
- 1986 – "Dracula or a pain in the neck"
- 1985 – "Dustbusters"
- 1984 – "Big Sis is watching you"

På Café Teatret:
- 1982 – "Jack and the Beanstalk"

## Medvirkende på scenen
- Vivienne McKee
- David Bateson
- Katrine Falkenberg
- Bennet Thorpe
- Andrew Jeffers
- Andre medvirkende i tidens løb inkluderer: Barry McKenna, Helen Tennison, Rhydian Jones, Linford Brown, Elliot Head, Hara Yannas, Adam Wide, Arthur Smith, Jonathan Ash, Eric Reiss, Jens Krøyer, Rikke Hvidbjerg, Tina Robinson, Julie Steincke, Henrik Lund, Pamela Collins, Laura Kamis Wrang, Farshad Kholghi, Noah Lazarus, Søren Frandsen, Mette Berggreen og Jens Blegaa

## Tilbagevendende karakterer
- Dr. Bent Van Helsingør - Karakteren Dr. Bent Van Helsingør fra Elsinore spilles af Vivienne McKee. Karakteren udsprang fra vampyrjægeren Van Helsing og var med i sin første Crazy Christmas Cabaret "Dracula - or a pain in the neck" i 1986. Siden har Bent været en fast tilbagevende karakter i de årlige Crazy Christmas Cabarets med undtagelse af "The Rise of King Arthur" i 1997, "Hitchcock up" i 2010 og ""Fogg's Off!" i 2018. Bent er kendt for sit lange røde skæg og sine dansk-engelsk sprogbøffer såsom "over the head not!"
- The Dame - "The Dame" er en tradition som er nedarvet fra den engelske panto-stil, som Vivienne McKee var inspireret af da hun skabte London Toast Theatre og Crazy Christmas Cabaret i 1982. The Dame spilles altid af en mand og i London Toast Theatres tilfælde spilles hun af Andrew Jeffers. The Dame er ikke som sådan den samme person hvert år, men har de samme karaktertræk; en uattraktiv dame på jagt efter en mand.
- Günter Van Hinten - Van Hinten er det nyeste skud på stammen hvad angår tilbagevendende karakterer, men er ikke tilbagevendende på samme måde som Dr Bent Van Helsingør eller The Dame, som er med i forestillingerne hvert år. Günter Van Hinten er kun med i de Crazy Christmas Cabarets, hvor det giver dramaturgisk mening. Günter Van Hinten spilles af David Bateson.

## Bag scenen
- Instruktør: Vivienne McKee
- Producent: Søren Hall
- Kostumier og scenograf: Kirsten Brink
- Teatersekretær: Ulla Håkansson
- Komponist: Stuart Goodstein
- Koreograf: Peter Friis
- Lystekniker: Bjarne Olsen
- Lydtekniker: Claus Wolter
- Lydeffekter: Søren Bruunsgaard Petersen
- Forestillingsleder: Claus de Lichtenberg